# Länna
Länna is een plaats in de gemeente Uppsala in het landschap Uppland en de provincie Uppsala län in Zweden. De plaats heeft 698 inwoners (2005) en een oppervlakte van 95 hectare.